# Don’t (singel Eda Sheerana)
Don't – utwór brytyjskiego piosenkarza Eda Sheerana napisany przez samego artystę we współpracy z Benjaminem Levinem, wydany jako drugi singiel promujący drugi album studyjny Sheerana zatytułowany X.

## Historia utworu

### Nagrywanie
Utwór został napisany na przełomie 2013 i 2014 roku przez Sheerana i Benjamina Levina. Początkowo został zrealizowany w studiu nagraniowym przy współpracy z producentem Bennym Blanco, później Sheeran postanowił nagrać piosenkę ponownie, tym razem w duecie z Rickiem Rubinem. Ostateczna wersja singla została nagrana we współpracy z obojgiem producentów. 
Piosenka została napisana o dziewczynie, która zdradziła Sheerana z jego bliskim kolegą. Tekst utworu kojarzony był z takimi wokalistkami, jak Ellie Goulding oraz Taylor Swift. Piosenkarz zdementował pogłoski dotyczące Swift, a po wielu spekulacjach potwierdził, że napisał piosenkę z myślą o Goulding, której wybaczył zdradę.
Pierwotnie piosenka nie miała pojawić się na drugiej płycie Sheerana zatytułowanej X, ponieważ tuż przed wydaniem albumu Sheeran uznał utwór za „zbyt osobisty”. Po otrzymaniu pozytywnych opinii od osób, które usłyszały jego wersję demonstracyjną, zmienił zdanie. Początkowo „Don't” miał zostać pierwszym singlem z krążka, jednak z powodu zwrotu „Don't f*ck with my love” zawartego w refrenie został uznany za taki, który nie nadaje się do wydania jako pierwszy utwór promocyjny.
Na singlu, oprócz „Don't”, znalazły się też trzy inne piosenki: remiks utworu w wykonaniu Ricka Rossa, wykonanie na żywo przez Sheerana własnej wersji utworu „Be My Husband” Niny Simone oraz kompozycja „Everything You Are”, która nie znalazła się ostatecznie na płycie X.

### Teledysk
Oficjalny teledysk do „Don't” miał swoją premierę 4 sierpnia 2014 roku, gościnnie wystąpił w nim Philiph Chbeeb z tanecznej grupy hip-hopowej I.aM.mE. Reżyserem klipu został Emil Nava, który odpowiadał także za nakręcenie obrazka do poprzedniego singla Sheerana – „Sing”.

## Lista utworów
CD single
1. „Don't” – 3:39

CD single (UK minialbum)
1. „Don't” (Rick Ross Remix) – 4:17
2. „Be My Husband” (Live From Glastonbury) – 7:50
3. „Everything You Are” – 3:58

## Notowania na listach przebojów
| Kraj          | Lista (2014–2015)              | Najwyższe miejsce |
| ------------- | ------------------------------ | ----------------- |
| Izrael        | Single Top 50                  | 2                 |
| Australia     | Single Top 50                  | 4                 |
| Nowa Zelandia | Single Top 40                  | 6                 |
| Szwajcaria    | Single Top 75                  | 7                 |
| Dania         | Single Top 40                  | 8                 |
| Polska        | Top 20 Singles                 | 15                |
| Finlandia     | Singles Top 20                 | 17                |
| Holandia      | Dutch Single Top 100           | 20                |
| Szwecja       | Singles Top 60                 | 22                |
| Austria       | Singles Top 75                 | 30                |
| Francja       | Single Top 100                 | 41                |
| Hiszpania     | Single Top 50                  | 43                |
| Belgia        | Ultratop 50 Singles (Flandria) | 43                |
| Belgia        | Ultratop 50 Singles (Walonia)  | 48                |

| Kraj              | Lista (2014)                     | Miejsce |
| ----------------- | -------------------------------- | ------- |
| Wielka Brytania   | Top 100 Singles of 2014          | 27      |
| Australia         | Top 100 Singles of 2014          | 42      |
| Niemcy            | Top 100 Singles of 2014          | 50      |
| Stany Zjednoczone | Hot 100                          | 52      |
| Kanada            | Canadian Hot 100 Singles of 2014 | 56      |
| Włochy            | Singles Top 100                  | 66      |

## Certyfikaty
| Kraj          | Certyfikat | Sprzedaż  |
| ------------- | ---------- | --------- |
| Australia     | 2× Platyna | 140 000   |
| Kanada        | 2× Platyna | 160 000   |
| Nowa Zelandia | Platyna    | 15 000    |
| Szwecja       | Platyna    | 40 000    |
| Dania         | Platyna    | 2 600 000 |